# Жучков Євген Іванович
Євген Іванович Жучков (рос. Евгений Иванович Жучков; нар. 7 червня 1930 Москва, СРСР — пом. 20 лютого 1993) — радянський футболіст та тренер, виступав на позиції захисника.

## Життєпис
Вихованець московського «Спартака». У 1951-1953 роках перебував у складі команди м Калініна / МВО. У 1954-1956 грав за «Спартак» (Калінін). 18 вересня 1956 років провів єдиний матч у класі «А» — в складі кишинівського «Буревісника» зіграв виїзний матч проти «Шахтаря» Сталіно (0:2). Учасник Спартакіади народів СРСР 1956 року в складі збірної Молдавської РСР. Потім грав за «Металург» / «Дніпро» Дніпропетровськ (1957-1961) та «Хімік» / «Дніпровець» Дніпродзержинськ (1961-1962).
Надалі працював тренером. Тренер у ДЮСШ-3 Дніпропетровська (1963-1965), тренер (1966), старший тренер (з червня 1970 до кінця року) «Авангарду» Жовті Води, тренер (1967-1969, 1981-1986), в. о. старшого тренера (1981) «Дніпра», старший тренер «Метеора» Жуковський (1972-1979), головний тренер збірної Беніну (1979-1980), головний тренер «Сатурна» Раменське (1988), начальник команди «Вулкан» Петропавловськ-Камчатський (1989-1990), головний тренер команди «Хитрі Лисиці» Орехово-Зуєво (1991-1992).
Помер в лютому 1993 року в віці 62 років.